# 犬飼小次郎
犬飼 小次郎（いぬかい こじろう）は、漫画『ドカベン』に登場する架空の人物。アニメ版の声優は伊武雅之。
犬飼三兄弟の長兄で、弟は武蔵と知三郎。

## 人物
- 投手。左投左打。山田世代より2つ上。犬の遠吠えの如く唸り声を上げる剛速球を投げる。
- 高知県・土佐丸高校のエースで、通称「鳴門の牙[注釈 1]」。
- 実家は土佐闘犬のブリーダーで、嵐を始め沢山の闘犬を育て、自身の気迫を磨いてきた。
- 「殺人野球」と評され荒くれ者揃いの土佐丸高校の主将・監督を務めていたが、本人の性格は好戦的ではあるもののグラウンド以外では温厚。サヨナラホームランを打たれた山田に対して試合後に握手を求め、その打棒を素直に称えた。また末弟の知三郎からは「弟に甘い」と言われている。

## 経歴

### 高校時代
- 3年夏に甲子園大会出場を果たす。この大会では打たせて取るキャッチボール投法で勝ち進んできたため、投手としてではなく4番としての打撃力が注目されていた。準決勝で明訓高校と対戦すると、試合途中から一転して本気を出し、豪速球で山田から高校初三振を奪うが、その山田に逆転サヨナラ2ランを浴び、敗退。
- 甲子園大会終了後、プロ野球ドラフト会議では全体の指名順位としては土井垣将（日本ハム1位）の次の順番で南海ホークスにドラフト1位で指名される。土井垣が「明訓が負けるまでプロ入りしない」と宣言したことを受けて「明訓を破ってからプロ入りする」と決意し、土佐丸の監督に就任。
- 監督としては2回甲子園大会に出場。山田の2年春の大会では決勝で明訓に惜敗。山田の2年夏の大会では、一回戦で弁慶高校に敗れた。
- その夏の甲子園で明訓が弁慶に敗れ、目標を失ったため、南海に入団した。

### プロ時代
- 『プロ野球編』では、1993年にダイエーに入団したという設定。入団時はまだ弱小だったチーム事情から黒星が重なり、10勝10敗の成績を残すも新人王は逃す（新人王は土井垣が獲得）。その後、プロ入りしてくる山田へ向けた過度なトレーニングが祟り、約2年間故障していた。
- 1996年4月6日、2年目の山田と初対戦を果たす。この試合では、6回に山田の強烈なピッチャーライナーを胸に受け、肋骨にヒビが入ってしまうが、9回途中まで投げ抜いた。しかし、相手の渡辺久信に完全試合を達成され、山田に許した被安打1で敗れる（山田の三塁打の後、清原和博のピッチャーゴロを肋骨の痛みによって悪送球して失点し降板）。しかし同年の最終戦において、その渡辺との再度の執念の投げ合いを制して山田を始めとした西武打線を11回2/3完封してリベンジを果たし、見事最優秀防御率のタイトルを獲得、岩鬼に本塁打王の単独タイトルを獲らせた。
- 高校時代はライバルである土井垣や山田を徹底的に注目し、岩鬼には目もくれていなかったが、プロ入りして岩鬼とチームメイトになってからは彼を認めるようになり、プロ野球編11巻では彼を「日本一のサード」と称えた。
- 2004年、選手兼任監督として四国アイアンドッグスに移籍。同じく選手兼任監督である東京スーパースターズの土井垣は試合に出る機会が多いが、アイアンドックスの投手陣はエース級の選手が揃っており、投手として出場する機会はあまりなかった。
- 4年目の2007年、東京戦で初めて先発として登板したが、大垣のリードを信じた結果、3回途中5失点という結果に終わってしまった。
- 2008年は選手としても活躍し、チームの初優勝に貢献。東京とのクライマックスシリーズ第一戦で先発し、初回に無死満塁から山田を敬遠して1点を失うも、その後打線が逆転して勝利した。

## 主なタイトル
- 最優秀防御率1回（1996年）

## 背番号
- 0（19??年）
- 01（19??年 - 2003年）
- 30（2004年 - ）

## 球種
ストレート
描写されている中では、最速156km/h。
高速シュート
最速140km/h。プロ入り後から投げ始めた。2000年の西武戦ではシュート対策として全員左打者を並べ踏み込むという作戦を取られた（スイッチヒッターの松井稼頭央も左打席に入った）。
カーブ
フォーク
スライダー
シンカー